# 萊克城 (密歇根州)
萊克城（英語：Lake City）是一個位於美國密歇根州米索基县的城市。根據2010年美國人口普查，該地人口共有836人，而該地的面積約為2.71平方千米。同時該地也是米索基县的縣治。

## 地理
萊克城的座標為44°19′57″N 85°12′47″W / 44.33250°N 85.21306°W，而該地的平均海拔高度為381米（即1250英尺）。